# Đại Nạp ngôn (Nhật Bản)
Đại Nạp ngôn (大納言 Dainagon), là một chức quan trong hệ thống "luật lệnh" (ritsuryo) trong thời phong kiến Nhật Bản.
Chức vụ này được tạo ra năm 702 theo Thái Bảo luật lệnh và hình thành từ một chức quan cũ tên là Oimonomōsu-tsukasa. Phẩm hàm của những người giữ chức quan này là Chính tam vị (正三位), tương đương Đại tướng; nếu người giữ chức vụ xuất thân từ các gia tộc lớn thì phẩm vị có thể cao hơn. Họ có vai trò hỗ trợ cho Tả đại thần và Hữu đại thần.
Từ giữa thế kỷ thứ 17, những người giữ chức vụ Đại Nạp ngôn thường làm việc gần gũi với Nội đại thần, người chỉ đứng sau Thái chính đại thần, Tả đại thần và Hữu đại thần. Cơ cấu này giúp chóp triều đình luôn có sẵn người để cáng đáng công việc trong trường hợp một trong số các Đại thần vì lý do gì đó mà không thể thực thi nhiệm vụ. Vì vậy trong thang bậc của các công khanh triều đình thì Đại Nạp ngôn đứng sau Thái chính đại thần, Tả đại thần, Hữu đại thần và Nội đại thần.
Chức vụ này tương đương với Thứ trưởng trong các bộ của các chính phủ hiện đại. Nó bị xóa bỏ vào năm 1871.
Có một chức vụ danh dự là Quyền đại nạp ngôn.
- Thái chính quan
- Kugyō
- Sessho và Kampaku
- Kōkyū
- Kuge
- Cung nội sảnh (Nhật Bản)